# Susan O'Connor
Susan O'Connor, född den 3 maj 1977 i Calgary, Kanada, är en kanadensisk curlingspelare.
Hon tog OS-silver i damernas curlingturnering i samband med de olympiska curlingtävlingarna 2010 i Vancouver.